# Live! The Last Concert
Live! The Last Concert è un album dal vivo postumo della cantante statunitense Selena, pubblicato nel 2001.

## Tracce
1. Disco Medley
2. Amor Prohibido
3. Baila Esta Cumbia
4. Tus Desprecios
5. Cobarde
6. Techno Cumbia
7. La Carcacha
8. No Me Queda Más
9. Bidi Bidi Bom Bom
10. Si Una Vez
11. El Chico Del Apartamento 512
12. Ya Ves
13. Como La Flor